# Rhynchostegiopsis
Rhynchostegiopsis là một chi rêu trong họ Leucomiaceae.